# セニョール玉置
セニョール玉置（セニョールたまき、1971年6月28日 - ）は、日本のものまねタレント。無所属フリーランスで活動、個人事務所せにょーるたまきオフィス代表　田上 徹（たがみ とおる）。血液型B型。
大阪府大阪市西区出身。1993年デビュー。玉置浩二のものまねで知られる（本人公認）。東京・新宿の老舗ものまねショーパブ「そっくり館キサラ」に月数回出演して活動の拠点にしている。

## 経歴
元々ものまねに興味は無かったが、20歳の時に大阪のショーパブに「ものまねをすること」を条件にアルバイトで採用されたことがきっかけでものまねを始めた。初舞台は舘ひろしのものまねで、柴田恭兵のそっくりさんと「あぶない刑事」のコントをやった。ネタが増えると時給も上げてもらえることから、当時流行っていた玉置浩二をやり始めた。東京に来てから玉置本人に会うことができ、自宅にも招待された。その時にプレゼントされた衣装とギターは宝物になっているという。

## レパートリー
- 玉置浩二（安全地帯)
- 谷村新司
- 氷川きよし
- 堺正章
- 村上てつや（ゴスペラーズ）
- 假屋崎省吾
- 長渕剛
- コブクロ
- 桑田佳祐（サザンオールスターズ）
- 鈴木雅之
- EXILE
- 笑福亭笑瓶
- 阿佐ヶ谷姉妹
- 所ジョージ
- 秋川雅史
- 前田健太（元広島東洋カープ）
- ダンディ坂野
- 田村淳（ロンドンブーツ1号2号）
- 和田アキ子
- 沢田研二
- 藤井フミヤ
- 五木ひろし
- ペ・ヨンジュン
- 淡谷のり子
- 松山千春
- 浜田省吾
- 福山雅治
- 星野源
- 明石家さんま
- KABA.ちゃん
- 布袋寅泰
- MAX松浦
- 山崎まさよし
- 河村隆一
- 清春
- 織田信成
- 中尾明慶
- 山下達郎
- 鬼龍院翔（ゴールデンボンバー）
- 永野
- 米津玄師

など

## 出演

### テレビ
- ものまねバトル大賞（日本テレビ）
- 細かすぎて伝わらないモノマネ(フジテレビ)
- しゃべくり007（日本テレビ、2018年1月2日） - 新春SP2018
- 水曜日のダウンタウン(TBSテレビ)
- とんねるずのみなさんのおかげでした（フジテレビ）
- うたばん（TBSテレビ）
- 有吉ジャポン（TBSテレビ）
- 天才・たけしの元気が出るテレビ!!（日本テレビ） - そっくりさん大集合
- 大笑点（日本テレビ）
- 笑っていいとも!（フジテレビ）
- ものまね紅白歌合戦(フジテレビ)
- アッコにおまかせ（TBSテレビ）
- 天才てれびくんYOU（NHK Eテレ）
- 上岡龍太郎がズバリ!スペシャル（TBSテレビ） - スターのそっくり50人超豪華版
- くりぃむナントカ（テレビ朝日）
- お願い!ランキング（テレビ朝日）
- やりすぎコージー（テレビ東京）
- クイズ☆タレント名鑑（TBSテレビ）
- 爆笑！ものまねウォーズ（TBSテレビ）
- サタネプ☆ベストテン（TBSテレビ）
- ニノさん（日本テレビ）
- キャイーン式（TBSテレビ） - ものまね軍団合コン
- 超そっくり人間ものまね王今夜決定（テレビ朝日）
- パパパパパフィー（テレビ朝日） - そっくりさん大運動会
- おネプ!（テレビ朝日） - 有名人が集う喫茶店
- 開運！ワケあり風水旅（テレビ朝日）
- 全日本そっくり大賞（テレビ東京）
- めざにゅ〜（フジテレビ）
- 栄光のモノマネ決戦（テレビ東京）
- カバーしようよ（テレビ東京）
- 山田邦子のそっくり大賞（テレビ東京）
- 週刊えみぃSHOW（読売テレビ） - ものまねミリオネア
- 2時ワクッ!（関西テレビ放送） - ガッチリ笑いましょう
- ナリキリものまね館（TVQ九州放送） - レギュラー出演
- ヒデヨシ（中部日本放送）
- ラジかるッ（日本テレビ）
- アラハタ（NHK総合） - 島根県域
- テレビ千鳥（テレビ朝日、2022年3月20日）

### 雑誌
- 「FLASH」（假屋崎省吾）
- 「週刊女性」（ものまね七変化）
- 「BUBUKA」（芸能遺産）
- 「週刊SPA」（玉置浩二）
- 「RELAX」（モデル）
- 「月刊少年マガジン」

### DVD
- 「そっくりスター大集合！ものまね100連発第1集」（テイチクエンタテインメント）